# Podżejmiana
Podżejmiana (lit. Pažeimenys) – dawny zaścianek na Litwie, w okręgu uciańskim, w rejonie ignalińskim, w gminie Łyngmiany.

## Historia
W czasach zaborów zaścianek w gminie Łyngmiany, w powiecie święciańskim, w guberni wileńskiej Imperium Rosyjskiego. W 1905 roku liczył 11 mieszkańców, 41 dziesięcin, własność Wojciechowskiego.
W dwudziestoleciu międzywojennym zaścianek leżał w Polsce, w województwie wileńskim, w powiecie święciańskim, w gminie Kołtyniany.
W 1931 w 1 domu zamieszkiwało 8 osób.
Od 1945 roku w Litewskiej Socjalistycznej Republice Radzieckiej.
Od 1990 na niepodległej Litwie.